# Yvan Pélissier
Pour les articles homonymes, voir Pélissier.
Yvan Pélissier, né le 15 mars 1890 à Cuxac-d'Aude (Aude) et mort le 19 février 1929 à Cuxac-d'Aude, est un homme politique français.

## Biographie
Après une courte carrière d'enseignant, il reprend l'exploitation viticole familiale, tout en collaborant comme journaliste au "Petit méridional" et comme rédacteur en chef à "La république sociale de Narbonne". Maire de Cuxac-d'Aude en 1919, conseiller général en 1922, il est député de l'Aude de 1924 à 1929, siégeant au groupe SFIO.

## Source
- « Yvan Pélissier », dans le Dictionnaire des parlementaires français (1889-1940), sous la direction de Jean Jolly, PUF, 1960 [détail de l’édition]